# Люцинув (Седлецький повіт)
Люцинув (пол. Lucynów) — село в Польщі, у гміні Збучин Седлецького повіту Мазовецького воєводства.
Населення — 41 особа (2011).
У 1975-1998 роках село належало до Седлецького воєводства.

## Демографія
Демографічна структура станом на 31 березня 2011 року:
|          | Загалом | Допрацездатний вік | Працездатний вік | Постпрацездатний вік |
| -------- | ------- | ------------------ | ---------------- | -------------------- |
| Чоловіки | 18      | 2                  | 14               | 2                    |
| Жінки    | 23      | 3                  | 14               | 6                    |
| Разом    | 41      | 5                  | 28               | 8                    |